# Máhí
Máhí (anglicky Mahi River, hindsky माही नदी) je řeka v západní Indii (státy Rádžasthán, Madhjapradéš a Gudžarát). Je přibližně 550 km dlouhá.

## Průběh toku
Pramení v pohoří Vindhja a protéká převážně rovinnou krajinou. Ústí do Kambajského zálivu Arabského moře, přičemž vytváří estuár.

## Vodní stav
Vysoký vodní stav má v létě díky monzunovým dešťům. V nejsušších částech roku místy vysychá.

## Využití
Využívá se na zavlažování.